# عمل المرأة في السعودية
عمل المرأة في السعودية تعدُّ من أهم القضايا الاجتماعية في السعودية، وبلغت نسبة البطالة للإناث 30.9%. وتهدف رؤية السعودية 2030 إلى رفع نسبة مشاركة المرأة في سوق العمل إلى 30%. وخلال الربعين الأول والثالث من العام 2018 ارتفع توظيف الإناث مقارنةً بتوظيف الذكور بنسبة 3.6%. أما في الربع الثاني من عام 2022م فقد إرتفعت نسبة المشاركة إلى حوالي 32.9%.

## عمل المرأة في الإسلام
فصل عبد العزيز بن باز بموضوع عمل المرأة في الإسلام، وملخصها:
عمل المرأة مع زوجها في الحقل والمصنع والبيت فلا حرج في ذلك، وهكذا مع محارمها إذا لم يكن معهم أجنبي منها، وهكذا مع النساء، وإنما المحرم عملها مع الرجال غير محارمها؛ لأن ذلك يفضي إلى فساد كبير وفتنة عظيمة، كما أنه يفضي إلى الخلوة بها وإلى رؤية بعض محاسنها، والشريعة الإسلامية الكاملة جاءت بتحصيل المصالح وتكميلها ودرء المفاسد وتقليلها وسد الذرائع الموصلة إلى ما حرم الله في مواضع كثيرة، ولا سبيل إلى السعادة والعزة والكرامة والنجاة في الدنيا والآخرة إلا بالتمسك بالشريعة والتقيد بأحكامها، والحذر مما خالفها، والدعوة إلى ذلك والصبر عليه.

## برامج وخطط حكومية لدعم عمل المرأة

### وصول
كان أحد عوائق عمل المرأة في السعودية (سابقًا)، هو قانون منع النساء من قيادة السيّارة، لذا، أطلقت وزارة العمل والتنمية الاجتماعية (السعودية) برنامج نقل المرأة العاملة (وصول)، وهو برنامج يهدف إلى إيجاد حلول تخفف من عبء تكاليف النقل عن العاملات في القطاع الخاص، وذلك لزيادة نسبة مشاركة المرأة ولدعم استقرارها الوظيفي.

### قرّة
أطلقت وزارة العمل والتنمية الاجتماعية (السعودية) برنامج مراكز ضيافات الأطفال (قرّة)؛ لتحفيز المرأة السعودية ورفع نسبة مشاركتها في سوق العمل، ودعم استقرارها الوظيفي والأسري.

### العمل عن بعد
هي منصة إلكترونية أنشأتها وزارة العمل والتنمية الاجتماعية (السعودية) لتلبية رغبات العمل لدى النساء وذوي الإعاقات، من خلال تقديم فرص وظيفية مرنة تتجاوز حواجز عدم توافر وسائل النقل وعدم ملاءمة مكان العمل لمتطلبات الوظائف النسائية والحاجة إلى رعاية الأطفال أثناء فترة العمل.

### رؤية السعودية 2030
- تهدف رؤية السعودية 2030 إلى رفع نسبة مشاركة المرأة في سوق العمل من 22% إلى 30%.[8][9]
- من خلال برنامج التحوّل الوطني، سيتم خلق أكثر من 450 ألف وظيفة جديدة للمرأة.[10]

## مشاركة المرأة في التنمية بالسعودية
أعلنت السعودية عن أهدافها في التنمية المستدامة، وذلك في المنتدى السياسي الرفيع المستوى لعام 2018م في نيويورك، وذكرت مشاركات المرأة في التنمية بالسعودية، وبدأت في تعيين عدد من النساء في مناصب قيادية، ففي مارس 2019، عينت الأميرة ريما بنت بندر سفيرة لدى الولايات المتحدة الأمريكية، وقبلها عينت فاطمة باعشن في 2017 متحدثة باسم السفارة وهي أول سعودية تشغل هذا المنصب. وفي أغسطس 2018 عينت ثلاث سيدات في مناصب قيادية بالبلديات، حيث عينت رشا غازي المهنا رئيسًا لبلدية ذهبان، وتولت وهبة حسين المهنا رئاسة بلدية الشرفية، ومريم أبو العينين رئيسًا للبلدية النسائية الفرعية وقبل ذلك عينت إيمان الغامدي في منصب مساعد لرئيس بلدية الخبر عام 2017، وهو أول منصب من نوعه تتقلده امرأة سعودية. كما تم تعيين عدد من النساء في منصب وكيل وزارة، وفي 2009 صدر قرار تعيين نورة الفايز في منصب نائب وزير التعليم لشؤون البنات، وفي فبراير 2018 عينت إيمان المطيري مساعدًا لوزير التجارة والاستثمار، فيما استحدثت وزارة العدل إدارة نسائية للمرة الأولى في تاريخ الوزارة. كما شهد العام 2020 تولي ليلك الصفدي رئاسة جامعة طلابها من الجنسين وهي المرة الأولى التي تتولى فيها سيدة سعودية هذا المنصب.
وعلى المستوى الدولي عينت الطبيبة السعودية، عضو مجلس الشورى، لبنى الأنصاري مساعدة لرئيسة منظمة الصحة العالمية، لتُصبح أول سعودية تصل إلى هذا المنصب، واختارت الوكالة الدولية لأبحاث السرطان التابعة لمنظمة الصحة العالمية، استشارية جراحة أورام القولون بمستشفى الملك فيصل التخصصي الدكتورة سمر الحمود، رئيسة للجنة تحكيم الأبحاث العلمية في ميدان السرطان. وفي يونيو 2019 صدر قرار وزير التعليم بتعيين خمس نساء سعوديات في مناصب قيادية على مستوى الوكلاء ومديري العموم، إذ كُلفت الدكتورة حنان آل عامر بوكالة التعليم العام الأهلي، والدكتورة تهاني البيز بوكالة البرامج التعليمية، والدكتورة لينا الطعيمي بوكالة الابتعاث، والدكتورة ريمة اليحيى بوكالة التعليم الجامعي الأهلي، إضافةً إلى تكليف بدرية الغانم في الإدارة العامة للإيفاد. وعلى مستوى القطاع الخاص، فكانت لبنى العليان أول رئيس مجلس إدارة لبنك ساب بعد اتفاقية دمجه مع البنك الأول.

## مجالات عمل المرأة في السعودية
تستحوذ المرأة السعودية على أكثر من ثلث الوظائف الحكومية، بمختلف مراتبها، ويجري توظيف المرأة عبر عدة برامج منها: التوظيف المباشر، تنظيم عمل المرأة في محلات بيع المستلزمات النسائية، سعودة وتأنيث الوظائف الصناعية المناسبة، تطوير آليات التوظيف الذي يضم برنامج العمل عن بُعد وبرنامج العمل الجزئي وبرنامج الأسر المنتجة.
تنص المادة 1 من نظام العمل على أن المواطنين متساوون في حق العمل، ويحظر النظام عمل المرأة العاملة في الأعمال الخطرة أو الصناعات الضارة والأعمال التي تعد ضارة بالصحة أو من شأنها أن تعرض المرأة العاملة لأخطار محددة، وفقًا للمادة 149. وأطلقت وزارة العمل والتنمية الاجتماعية في يناير 2019 مبادرة التنظيم الموحد لبيئة عمل المرأة لزيادة مشاركتها في مختلف أنشطة سوق العمل.